# Дом Райниса и Аспазии
Дом Райниса и Аспазии (латыш. Raiņa un Aspazijas māja) — мемориальный музей крупнейших латышских литераторов, супругов Райниса (1865—1929) и Аспазии (1865—1943). Открыт в 1988 году.
Музей расположен в двухэтажном деревянном доме в центре Риги (улица Базницас, дом 30). Дом был приобретён супругами в 1924 году, а поселились они там в одной из квартир 15 сентября 1926 года. Райнис прожил в этом доме до своей смерти, Аспазия переехала на новое место весной 1933 года.
Сохранился документальный фильм 1920-х годов, в котором можно увидеть поэтов в их квартире.